# Magdalena Raczkowska-Kazek
Magdalena Raczkowska (ur. 2 marca 1979 w Gdańsku) – polska dziennikarka telewizyjna i reportażystka.

## Życiorys
Dzieciństwo i młodość spędziła w Sopocie, ukończyła V Liceum Ogólnokształcące w Gdańsku Oliwie, do Warszawy przyjechała na studia filozoficzne Uniwersytetu Warszawskiego
.
Związana z TVN24 od 2005 roku, pracowała na stanowiskach redaktora i reportera w programach informacyjnych, od 2008 w magazynie "Polska i Świat". Od 2014 roku związana na stałe z programem Czarno na Białym. Publikowała w Tygodniku Powszechnym i Magazynie TVN24. Reportaże poświęca tematyce społecznej, historycznej, ekologicznej.
Wyróżniona nominacją do nagrody Grand Press w 2017 roku, w kategorii reportaż za "Ukraiński punkt widzenia" (opowiadający o rzezi wołyńskiej z punktu widzenia Ukrańców).
Nagrodzona na World Media Festival w Hamburgu w 2018 roku za reportaż "Ofiara Hitlera".
Laureatka Czarnego Delfina na festiwalu w Cannes w 2018 roku (Cannes Corporate, Media & TV Awards).
W 2019 roku wyreżyserowała film dokumentalny "Droga do K2" poświęcony polskiemu skialpiniście Andrzejowi Bargielowi.